# Френк Џарвис
Френк Вашингтон Џарвис (енгл. Frank Washington Jarvis; Калифорнија Пенсилванија 31. август 1878 — Севикли Пенсилванија, 2. јуни, 1933) је бивши амерички атлетичар олимпијски победник на Летњим олимпијским играма 1900. у Паризу.
Џарвис је као аматерски првак САД на 100 метара био међу фаворитима трке на 100 метара на Олимпијским играма у Паризу, али је главни фаворит био такође амерички спринтер Артур Дафи, који га је победио на британском првенству непосредно пре игара. 
На играма победио је Џарвис резултатом 11,0 и освојио златну медаљу. У квалификацијама је трчао још брже 10,8 с и изједначио дотадашњи најбољи резултат на свету у тој дисциплини. Извештаји са те трке сугеришу да је резултат постигнут због благости француског стартера који је дао значајан допринос том резултату. Поред трчања на играма у Паризу учествовао је и у дисциплинама троскок и троскок без залета. Резултати ових дисциплина су непознати, али се зна да је у троскоку делио од 6 до 13, а у троскоку без залета од 5 до 10 места.
Као студент права на Принстону освајао је три године аматерско првенство на 100 и 440 јарди. После завршетка студија био је адвокат у Принстону до пред саму смрт.
Поред освајања олимпијске златне медаље, Френк Џарвис је био познат и као директни потомак Џорџа Вашингтона.

### Лични рекорди
- 100 јарди — 9,8 (1899)
- 100 метара — 18,8 (1900)
- 220 јарди — 22,2 (1900)